# Campeonato Mundial de Tercias AAA
Il Campeonato Mundial de Tercias AAA (in lingua inglese AAA World Trios Championship) è un titolo utilizzato dalla Lucha Libre AAA Worldwide e corrisponde al massimo titolo della federazione messicana. 

Il titolo è riservato per i tag team a tre uomini, è attivo dal 18 maggio 2011.

## Storia
La realizzazione del campionato fu annunciata nel maggio 2011 quando AAA diede inizio ad un torneo e di cui si disputò la finale a Triplemanía XIX.

Le cinture furono disegante e realizzate dall'azienda All Star Championship Belts.

## Albo d'oro
| Lottatore                                                                | Regni | Data             | Luogo             | Note |
| ------------------------------------------------------------------------ | ----- | ---------------- | ----------------- | --- |
| Los Perros del Mal (Damián 666, Halloween e X-Fly)                       | 1     | 18 giugno 2011   | Città del Messico | Sconfissero Los Psycho Circus (Monster Clown, Murder Clown e Psycho Clown) in un Hardcore Extreme match.                            |
| Los Psycho Circus (Monster Clown, Murder Clown e Psycho Clown)           | 1     | 11 marzo 2012    | Ecatepec          | |
| El Consejo (Máscara Año 2000 Jr., El Texano Jr. e Toscano)               | 1     | 19 maggio 2012   | Chilpancingo      | |
| Los Psycho Circus (Monster Clown, Murder Clown e Psycho Clown)           | 2     | 18 febbraio 2013 | Irapuato          | |
| Los Hell Brothers (Averno, Chessman e Cibernético)                       | 1     | 14 giugno 2015   | Monterrey         | In un This was a Fatal three-way match che coinvolse Holocausto (Electroshock, El Hijo de Pirata Morgan e La Parka Negra).          |
| Vacante                                                                  |       | 6 gennaio 2016   |                   | Reso vacante quando Cibernético lasciò AAA.                                                                                         |
| Los Xinetez (Dark Cuervo, Dark Scoria e El Zorro)                        | 1     | 22 gennaio 2016  | Zapopan           | In un three-way match che coinvolse anche Electroshock, Garza Jr., La Parka e El Hijo de Pirata Morgan, Hijo del Fantasma e Taurus. |
| Los OGT <nr> (Averno(2), Chessman (2) e Ricky Marvin)                    | 1     | 4 novembre 2016  | Aguascalientes    | Vinsero il titolo per squalifica quando Faby Apache colpì Chessman.                                                                 |
| Los Apaches (El Apache, Faby Apache e Mary Apache)                       | 1     | 5 marzo 2017     | Apizaco           | Faby Apache sconfisse Ricky Marvin in un single match.                                                                              |
| El Nuevo Poder del Norte (Carta Brava Jr., Mocho Cota Jr. e Soul Rocker) | 1     | 21 aprile 2017   | Tijuana           | Sconfissero il team di Faby Apache, Dr. Wagner Jr. e Psycho Clown.                                                                  |